# Phalaenopsis hieroglyphica
Phalaenopsis hieroglyphica – gatunek rośliny z rodziny storczykowatych (Orchidaceae). Pochodzi z Filipin. Systematyka tego gatunku ustalona została w 1969 roku. Do uprawy został wprowadzony w Europie w 1887 roku przez dr Lowa, który kilka okazów roślin dostał w prezencie od dr Boksolla. 

## Morfologia
Posiada białe woskowe kwiaty z różowymi wzorkami. Pachną i mają średnicę od 5 do 7 cm.